# 甘輝
甘輝（？—1659年），中國明代福建海澄人。
明朝滅亡後，甘輝投靠鄭成功部隊，隨鄭軍轉戰東南沿海，戰功彪炳，被鄭成功任命為中提督，永曆帝敕封其為崇明伯。甘輝作戰勇猛果敢，亦多謀略，為鄭成功軍中頗為重要的大將，幾乎參予了鄭軍所有戰役，立下無數戰功。他和萬禮同為鄭成功廟宇常見的陪祀將軍，因為甘輝神像的造型為手中持印，台灣民間也以「印官」稱呼他。

## 生平
永曆元年（1647年），甘輝投靠鄭成功部隊，同期投靠者有施琅及其弟施顯。
1648年，鄭成功攻同安，甘輝出戰斬清守備，清軍棄城逃走，得同安。1650年，授甘輝為右衝鎮，旋管親丁鎮。1653年，清軍水路合攻海澄，為鄭軍擊潰。1656年，鄭成功退回思明，甘輝斷後，遇清軍來犯，是時馬信與師來會，合斬清將，鄭軍大捷。
1657年，永曆帝封鄭成功為「延平王」，左、右、前、後、中提督封伯爵，甘輝封「崇明伯」。
1659年，鄭成功第三次北伐南京，甘輝亦在軍陣中。鄭成功領舟師逆長江而上，勢如破竹，破鎮江、瓜洲，江南地區府縣多望風披靡。攻南京前，甘輝向鄭成功進言之記載，從征實錄："兵貴神速，乘此大勝，狡虜亡魂喪胆，無暇預備，繇陸長驅，晝夜倍道，兼程而進，逼取南都，倘敢迎戰，破竹之勢，一皷而收，不，則圍攻其城，以絕援兵，先破其郡，則孤城不破自下;若繇水而進，則此時風信不順，時日稽遲，彼必號集援虜，攖城固守，相??戰，我亦多一番功夫矣。"另，閩海紀要：「瓜、鎮爲南北咽喉，但坐鎮此，斷瓜洲，則山東之師不下；據北固，則兩浙之路不通，南都可不勞而定矣。」鄭成功不從，決定直接進軍南京，並且致書鳳陽總兵馬進寶促其依約投降。鄭軍包圍南京後，甘輝認為「久屯城下，師老無功」，建言應該對南京發動攻擊，以求時效。然而，鄭成功認為應以降低傷亡為首要考量，於是此建議仍不被鄭成功所採用。鄭成功乃向清南京總督管效忠施壓，勸其出降；管效忠則以清律「守城過三十日，罪不及妻孥」為由，向鄭成功乞求寬限時日再出降，實則拖延時間以待援軍。不久，鎮守南京城門的鄭軍將領余新因為疏忽遭到清軍突襲，全軍覆沒。南京清軍士氣大振、蜂湧而出，鄭軍的後援部隊支援不及，遭清軍各個擊破，鎮將陳魁、張英、林勝等皆死於戰陣中。甘輝、萬禮等亦率軍奮戰，但仍不敵清軍而遭俘虜。被俘後，甘輝不願向清朝投降，不久即遭處決。
鄭成功於南京慘敗後點閱兵將，知道了甘輝等人犧牲的消息，相當難過懊悔，於是回到廈門建立了忠臣祠供奉之，甘輝被列為其中的第一位。

## 親屬
- 子：甘孟煜，永曆三十六年（1682年）任天興州知州，妻鄭成功次女，以善政著稱。